# Termix
Termix je termizovaný tvarohový dezert s dlouhou tradicí v Česku a na Slovensku. V Poděbradech, Polabské mlékárny se vyrábí od roku 1976. Největším dodavatelem termixu na český trh je Mlékárna Kunín, kde se vyrábí od roku 2008. Od roku 2015 se vyrábí také v Mlékárně Ecomilk z Frýdku-Místku - Ecomilk. Dezert se vyrábí z tvarohu, másla nebo smetany, bramborového nebo kukuřičného škrobu, želatiny a chuťové složky z ovoce, vanilky, kakaa a jiných. Pro tento desert je typická hustá tvarohová konzistence. Typické je pro tento výrobek nejen složení i chuť výrobku, ale především obal. Jednoduchá vytlačená vanička z PVC s víčkem, které bylo nutné odříznout. Výrobce s vedoucím postavením na českém trhu, Mlékárna Kunín, již v roce 2014 nahradila tento zastaralý obal novým obalem z materiálu PS a víčkem se snadným odtržením.

## Český trh

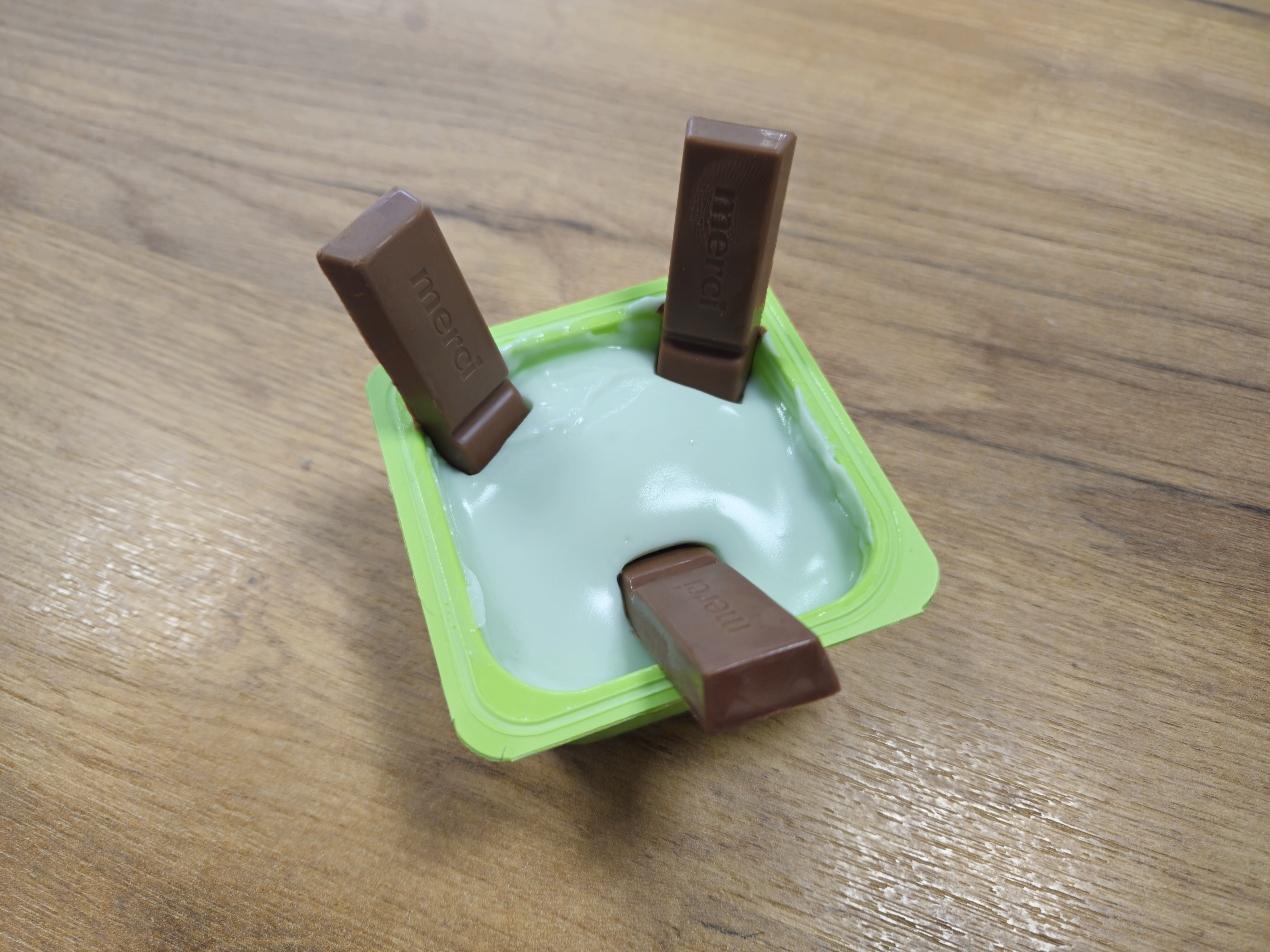
Termix s pistácionovou příchutí se dá s troškou invence přetvořit v dezert, obohacený tyčinkami čokolády Merci.

Na českém trhu je pod názvem termix dostupných několik dezertů od různých výrobců. Nejrozšířenějším je termix od společnosti Mlékárna Kunín, která ho nabízí v mnoha variantách — nejprodávanější kakaová příchuť, vanilková příchuť, pistáciová příchuť, ale také smetanová, jahodová, karamelová. Všechny výrobky mají společný základ tvořený z poloviny tvarohem a také smetanou a cukrem. Pro zisk typické textury se přidává v malém množství škrob a želatina. Pro dochucení se s výjimkou kakaové varianty, kde se přidává kvalitní kakao, přidávají přírodní aromata a barviva.
Na trhu jsou pak dostupné značky od českých společností: Mlékárna Kunín, Polabské mlékárny, značka Milko a od společnosti Ecomilk, který nabízí své výrobky nejen pod svou značkou Ecomilk, ale také pod značkami obchodních řetězců, např. Kaufland – K Jarmark, LIDL – Pilos, Albert. Pod značkou Billa prodává své výrobky termix slovenský výrobce NIKA.